# HD 12594
HD 12594，又名BD+17 307，SAO 92774、HR 609，是一颗恒星，视星等为6.21，位于銀經146.03，銀緯-41.35，其B1900.0坐标为赤經1h 58m 13.4s，赤緯+17° -41.35′ 22″。